# Agapanthaceae
Classification APG II (2003)
Famille
Classification APG III (2009)
Répartition géographique
Les Agapanthacées (Agapanthaceae) forment une famille de plantes monocotylédones ; elle ne comprend qu'un seul genre, Agapanthus. Il s'agit de plantes herbacées, rhizomateuses, aux inflorescences en ombelle et endémiques d'Afrique du Sud. Certaines de ses espèces comme Agapanthus africanus et Agapanthus praecox sont cultivées comme plantes ornementales.

## Étymologie
Le nom vient du genre type Agapanthus, qui vient du grec αγαπη / agapi, « affection ; amour » et ανθος / anthos, fleur, littéralement « fleur d'amour ». 

## Classification
En classification classique de Cronquist (1981), cette famille n'existe pas : ces plantes sont assignées à la famille des Liliaceae.
La classification phylogénétique APG (1998) accepte cette famille.
En classification phylogénétique APG II (2003), cette famille est optionnelle : les plantes peuvent aussi être incluses dans la famille Alliaceae.
En classification phylogénétique APG III (2009), cette famille est invalide et ses espèces sont incorporées dans la famille Amaryllidaceae, sous-famille Agapanthoideae (en).